# José López (Boxer)
José Ángel López Rivero (* 29. März 1972 in Trujillo Alto) ist ein ehemaliger puerto-ricanischer Boxer im Superfliegengewicht.

## Profikarriere
López erreichte in seinem Profidebüt am 27. November 1991 gegen Juan Cruz ein Unentschieden. Bei seinem 8. Kampf wurde er puerto-ricanischer Meister. Am 28. März 2009 trat er gegen Pramuansak Posuwan um den Weltmeistertitel der WBO an und siegte einstimmig nach Punkten. Allerdings verlor er diesen Gürtel bereits in seiner ersten Titelverteidigung im September desselben Jahres gegen Marvin Sonsona nach Punkten.
Im Jahre 2012 beendete López seine Karriere mit einer Kampfbilanz von 39 Siegen und 11 Niederlagen bei 2 Unentschieden.